# Фільмографія Анджеліни Джолі

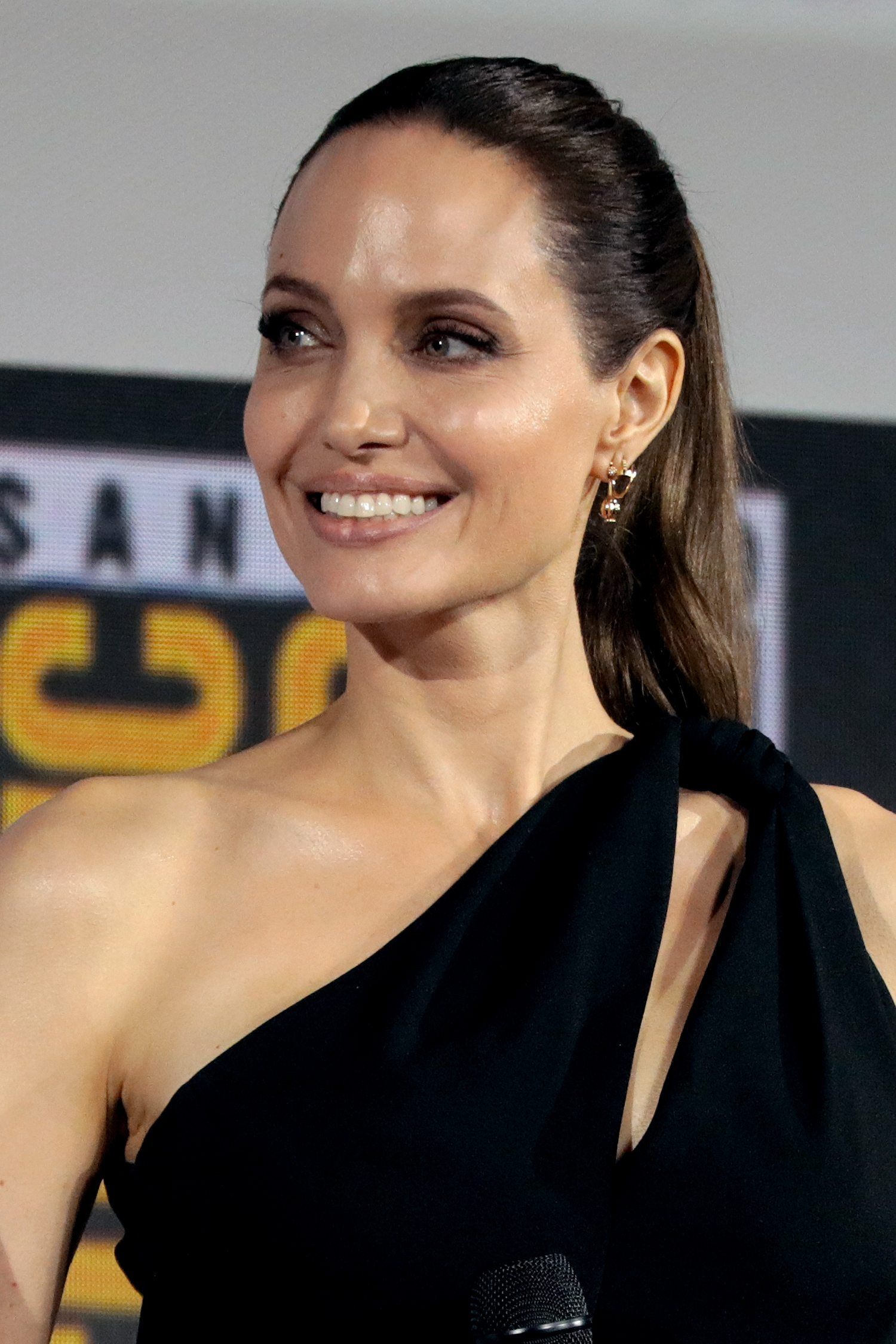
Джолі представляє фільм «Вічні» на фестивалі «San Diego Comic-Con», 2019 рік

Американська актриса Анджеліна Джолі дебютувала на екранах у комедійному фільмі «У пошуках виходу» (1982), де вона грала разом зі своїм батьком Джоном Войтом. Одинадцять років потому вона з'явилася у своєму наступному фільмі, малобюджетному фільмі «Кіборг 2» (1993), який зазнав комерційного провалу. Потім вона знялася в ролі підлітка-хакера в науково-фантастичному трилері «Хакери» (1995), який став культовим, незважаючи на погані касові збори. Кар'єрні перспективи Джолі покращилися після ролі другого плану у телевізійному фільмі «Джордж Воллес» (1997), за який вона отримала премію «Золотий глобус» за найкращу жіночу роль другого плану телевізійного фільму. Прорив стався наступного року у телевізійному фільмі каналу «HBO» під назвою «Джіа» (1998). За свою головну роль моделі Джії Каранджі вона отримала премію «Золотий глобус» за найкращу жіночу роль телевізійного фільму.
Анджеліна Джолі знялася у фільмі «Керуючи польотами» (1999), який провалився у критиків та в прокаті; проте її наступний фільм «Збирач кісток» (1999) виявився комерційно успішним. У драмі «Перерване життя» (1999) Джолі зіграла соціопатку, психічно хвору пацієнтку, роль, яка принесла їй премію «Золотий глобус» та премію «Оскар» за найкращу жіночу роль другого плану. Зналяся з Ніколасом Кейджем у фільмі «Викрасти за 60 секунд» (2000), в якому роль Свей Вейленд виявилася її найкасовішою на той момент. Джолі домоглася світового визнання як однойменний археолог у фільмі «Лара Крофт: Розкрадачка гробниць» (2001), бойовику, заснованому на серії відеоігор «Tomb Raider». Незважаючи на негативні відгуки, фільм мав найбільші збори у перші вихідні для фільму за участю героїні бойовика. Потім були ролі у двох касових провалах — еротичному трилері «Спокуса» (2001) і романтичній комедії «Життя чи щось таке» (2002). Джолі повторила роль Лари Крофт у сиквелі «Лара Крофт: Розкрадача гробниць — Колиска життя» (2003).
У 2004 році Джолі озвучила анімаційний фільм «Підводна братва», а потім зіграла роль убивці у комерційно успішному комедійному бойовику «Містер і місіс Сміт» (2005) із Бредом Піттом. Вона зобразила Маріан Перл у драмі «Її серце» (2007) та озвучила анімаційний фільм «Панда Кунг-Фу» (2008). Бойовик-трилер «Особливо небезпечний» (2008), у якому вона відіграла другорядну роль, виявився комерційно успішним. Наступною її роботою стала роль Крістін Коллінз у драмі «Підміна» (2008), яка принесла їй номінацію на премію «Оскар» за найкращу жіночу роль. Потім були головні ролі у двох найкасовіших трилерах 2010 року — «Солт» і «Турист». У 2011 році вона зняла романтичну драму «У краю крові та меду», яка зображала історію кохання під час Боснійської війни, та з'явилася в анімаційному сиквелі «Панда Кунг-Фу 2». Найбільший комерційний успіх Анджеліни Джолі станом на 2014 рік прийшов з фентезійним фільмом «Чаклунка» (2014), який зібрав понад 758 мільйонів доларів по всьому світу, і в якому вона знялася в ролі Малефісенти. Її наступними режисерськими починаннями стали військові драми «Нескорений» (2014) та «Спочатку вони вбили мого батька» (2017).

## Акторська діяльність

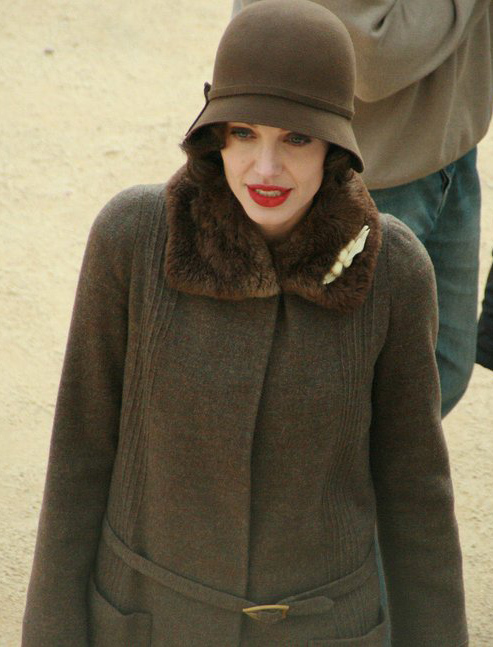
Джолі в ролі Крістін Коллінз на зйомках фільму «Підміна»

| Ще не випущені фільми | Позначає ще не випущені фільми |

### Фільми
| Рік  | Назва                                            | Роль                            | Примітки                                 |
| ---- | ------------------------------------------------ | ------------------------------- | ---------------------------------------- |
| 1982 | У пошуках виходу                                 | Тош                             | у титрах вказана як Анджеліна Джолі Войт |
| 1993 | Кіборг 2                                         | Каселла «Кеш» Різ               | [ 2 ]                                    |
| 1993 | Анджела і Віріл                                  | Анджела                         | короткометражний фільм                   |
| 1993 | Еліс і Віріл                                     | Еліс                            | короткометражний фільм                   |
| 1995 | Хакери                                           | Кейт Ліббі «Кислотний опік»     | [ 4 ]                                    |
| 1996 | Без доказів                                      | Джоді Сверінджен                | [ 5 ]                                    |
| 1996 | Любов — це все, що є                             | Джіна Малачічі                  | [ 6 ]                                    |
| 1996 | Місяць Мохаве                                    | Еллі Ріґбі                      | [ 7 ]                                    |
| 1996 | Хибний вогонь                                    | Леґс Садовські                  | [ 8 ]                                    |
| 1997 | Зображаючи Бога                                  | Клер                            | [ 9 ]                                    |
| 1998 | Пекельна кухня                                   | Ґлорія МакНірі                  | [ 10 ]                                   |
| 1998 | Перипетії кохання                                | Джоан                           | [ 11 ]                                   |
| 1999 | Штовхаючи олово                                  | Мері Белл                       | [ 12 ]                                   |
| 1999 | Збирач кісток                                    | Амелія Донагі                   | [ 13 ]                                   |
| 1999 | Перерване життя                                  | Ліза Роу                        | [ 14 ]                                   |
| 2000 | Викрасти за 60 секунд                            | Сара «Свей» Вейленд             | [ 15 ]                                   |
| 2001 | Лара Крофт: Розкрадачка гробниць                 | Лара Крофт                      | [ 16 ]                                   |
| 2001 | Спокуса                                          | Джулія Рассел                   | [ 17 ]                                   |
| 2002 | Життя чи щось таке                               | Ленні Керріґан                  | [ 18 ]                                   |
| 2003 | Лара Крофт: Розкрадачка гробниць — Колиска життя | Лара Крофт                      | [ 19 ]                                   |
| 2003 | За межею                                         | Сара Джордан                    | [ 20 ]                                   |
| 2004 | Забираючи життя                                  | Іллеана Скотт                   | [ 21 ]                                   |
| 2004 | Підводна братва                                  | Лола                            | озвучування                              |
| 2004 | Небесний капітан і світ майбутнього              | Френкі Кук                      | [ 23 ]                                   |
| 2004 | Лихоманка                                        | революціонерка                  | камео                                    |
| 2004 | Олександр                                        | Олімпіада                       | [ 25 ]                                   |
| 2005 | Следж: Нерозказана історія                       | камео                           | [ 26 ]                                   |
| 2005 | Містер і місіс Сміт                              | Джейн Сміт                      | [ 27 ]                                   |
| 2006 | Хибна спокуса                                    | Марґарет «Кловер» Рассел Вілсон | [ 28 ]                                   |
| 2007 | Її серце                                         | Маріан Перл                     | [ 29 ]                                   |
| 2007 | Беовульф                                         | Мати Ґренделя                   | озвучування та захоплення руху           |
| 2008 | Панда Кунг-Фу                                    | Майстер Тигриця                 | озвучування                              |
| 2008 | Особливо небезпечний                             | Фокс                            | [ 32 ]                                   |
| 2008 | Підміна                                          | Крістін Коллінз                 | [ 33 ]                                   |
| 2010 | Солт                                             | Евелін Солт                     | [ 34 ]                                   |
| 2010 | Турист                                           | Еліз Кліфтон-Ворд               | [ 35 ]                                   |
| 2011 | Панда Кунг-Фу 2                                  | Майстер Тигриця                 | озвучування                              |
| 2011 | Панда Кунг-Фу: Секрети майстрів                  | Майстер Тигриця                 | озвучування                              |
| 2014 | Чаклунка                                         | Малефісента                     | [ 38 ]                                   |
| 2015 | Біля моря                                        | Ванесса                         | у титрах вказана як Анджеліна Джолі Пітт |
| 2016 | Панда Кунг-Фу 3                                  | Майстер Тигриця                 | озвучування                              |
| 2019 | Чаклунка: Повелителька темряви                   | Малефісента                     | [ 41 ]                                   |
| 2020 | Пітер Пен і Аліса в країні чудес                 | Роуз Літтлтон                   | [ 42 ]                                   |
| 2020 | Айван, єдиний і неповторний                      | Стелла                          | озвучування                              |
| 2021 | Ті, хто бажають моєї смерті                      | Ганна Фейбер                    | [ 44 ]                                   |
| 2021 | Вічні                                            | Тена                            | [ 45 ]                                   |
| 2024 | Марія                                            | Марія Каллас                    | [ 46 ]                                   |
| TBA  | Кутюр *                                          | TBA                             | постпродакшн                             |

### Телебачення
| Рік  | Назва                | Роль               | Примітки                             |
| ---- | -------------------- | ------------------ | ------------------------------------ |
| 1997 | Справжні жінки       | Джорджія Лоші Вудс | телевізійний фільм                   |
| 1997 | Джордж Воллес        | Корнелія Воллес    | телевізійний фільм                   |
| 1998 | Джіа                 | Джія Каранджі      | телевізійний фільм                   |
| 2010 | Панда Кунг-Фу: Свято | Майстер Тигриця    | озвучування; телевізійний спецвипуск |

### Відеоігри
| Рік  | Назва                                  | Роль               | Примітки      |
| ---- | -------------------------------------- | ------------------ | ------------- |
| 2004 | The Flying Legion Air Combat Challenge | Капітан Френкі Кук | архівні кадри |

### Музичні відеокліпи
| Рік  | Назва                                | Артист             | Альбом                             | Примітки |
| ---- | ------------------------------------ | ------------------ | ---------------------------------- | -------- |
| 1991 | «Alta Marea (Don't Dream It's Over)» | Антонелло Вендітті | Benvenuti in Paradiso              | [ 52 ]   |
| 1991 | «Stand by My Woman»                  | Ленні Кравіц       | Mama Said                          | [ 53 ]   |
| 1992 | «Wonderin»                           | Widespread Panic   | Everyday                           | [ 53 ]   |
| 1993 | «It’s About Time»                    | The Lemonheads     | Come on Feel the Lemonheads        | [ 53 ]   |
| 1993 | «Rock and Roll Dreams Come Through»  | Міт Лоф            | Bat Out of Hell II: Back into Hell | [ 53 ]   |
| 1997 | «Anybody Seen My Baby?»              | The Rolling Stones | Bridges to Babylon                 | [ 53 ]   |
| 2003 | «Did My Time»                        | Korn               | Take a Look in the Mirror          | [ 54 ]   |

## Кіновиробнича діяльність
| Рік  | Фільм                           | Функціонувала як | Функціонувала як | Функціонувала як | Примітки             |
| Рік  | Фільм                           | Режисерка        | Продюсерка       | Сценаристка      | Примітки             |
| ---- | ------------------------------- | ---------------- | ---------------- | ---------------- | -------------------- |
| 2005 | Труделл                         | Ні               | Виконавча        | Ні               | документальний фільм |
| 2007 | Місце в часі                    | Так              | Ні               | Ні               | документальний фільм |
| 2011 | У краю крові та меду            | Так              | Так              | Так              | [ 57 ]               |
| 2014 | Дифрет                          | Ні               | Виконавча        | Ні               | [ 58 ]               |
| 2014 | Чаклунка                        | Ні               | Виконавча        | Ні               | [ 38 ]               |
| 2014 | Нескорений                      | Так              | Так              | Ні               | [ 59 ]               |
| 2015 | Біля моря                       | Так              | Так              | Так              | [ 60 ]               |
| 2017 | Спочатку вони вбили мого батька | Так              | Так              | Так              | [ 61 ]               |
| 2017 | Хлібодавець                     | Ні               | Виконавча        | Ні               | [ 62 ]               |
| 2019 | Серендипність                   | Ні               | Виконавча        | Ні               | документальний фільм |
| 2019 | Чаклунка: Повелителька темряви  | Ні               | Так              | Ні               | [ 64 ]               |
| 2020 | Айван, єдиний і неповторний     | Ні               | Так              | Ні               | [ 65 ]               |
| 2024 | Без крові                       | Так              | Так              | Так              | [ 66 ]               |